# Неслуша
Неслуша (словац. Nesluša) — село, громада округу Кисуцьке Нове Место, Жилінський край. Кадастрова площа громади — 25,48 км². Протікає річка Неслушанка.
Населення 3140 осіб (станом на 31 грудня 2018 року).

## Історія
Неслуша згадується 1367 року.

## Населення
| Рік:            | 1994. | 2004.   | 2014.   | 2024.   |
| --------------- | ----- | ------- | ------- | ------- |
| Кількість осіб: | 3228  | 3247    | 3156    | 3191    |
| Різниця:        |       | +0,58 % | -2,80 % | +1,10 % |

| Рік:            | 2023. | 2024.   |
| --------------- | ----- | ------- |
| Кількість осіб: | 3210  | 3191    |
| Різниця:        |       | -0,59 % |